# Erik Ejegods pilgrimsfærd
Erik Ejegods Pilgrimsfærd er en spillefilm fra 1943 instrueret af Svend Methling efter manuskript af Paul Sarauw og med musik af Emil Reesen, baseret på komedien Der Raub der Sabinerinnen af Franz og Paul von Schönthan fra 1883. 
Blandt de medvirkende kan nævnes:
- Martin Hansen
- Asta Hansen
- Johannes Meyer
- Ingeborg Brams
- Ellen Gottschalch
- Gunnar Lemvigh
- Olaf Ussing
- Edvin Tiemroth
- Petrine Sonne

## Handling
Vi er i en større dansk provinsby i året 1888. Overlærer Wangs kone trænger til rekreation, og den rare overlærer sender hende og den yngste datter Emma til Fanø. I sin ensomhed fordyber han sig i sine ungdomsminder og fremfinder bl.a. en "nordisk tragedie", som han skrev i sin studentertid og gav den stolte titel "Erik Ejegods Pilgrimsfærd". En teaterdirektør opfordrer overlæreren til at få stykket opført på teatret.